# Malaitamyzomela
Malaitamyzomela (Myzomela malaitae) är en fågel i familjen honungsfåglar inom ordningen tättingar.

## Utbredning och systematik
Fågeln förekommer på i Malaita i sydöstra Salomonöarna. Den behandlas som monotypisk, det vill säga att den inte delas in i några underarter.

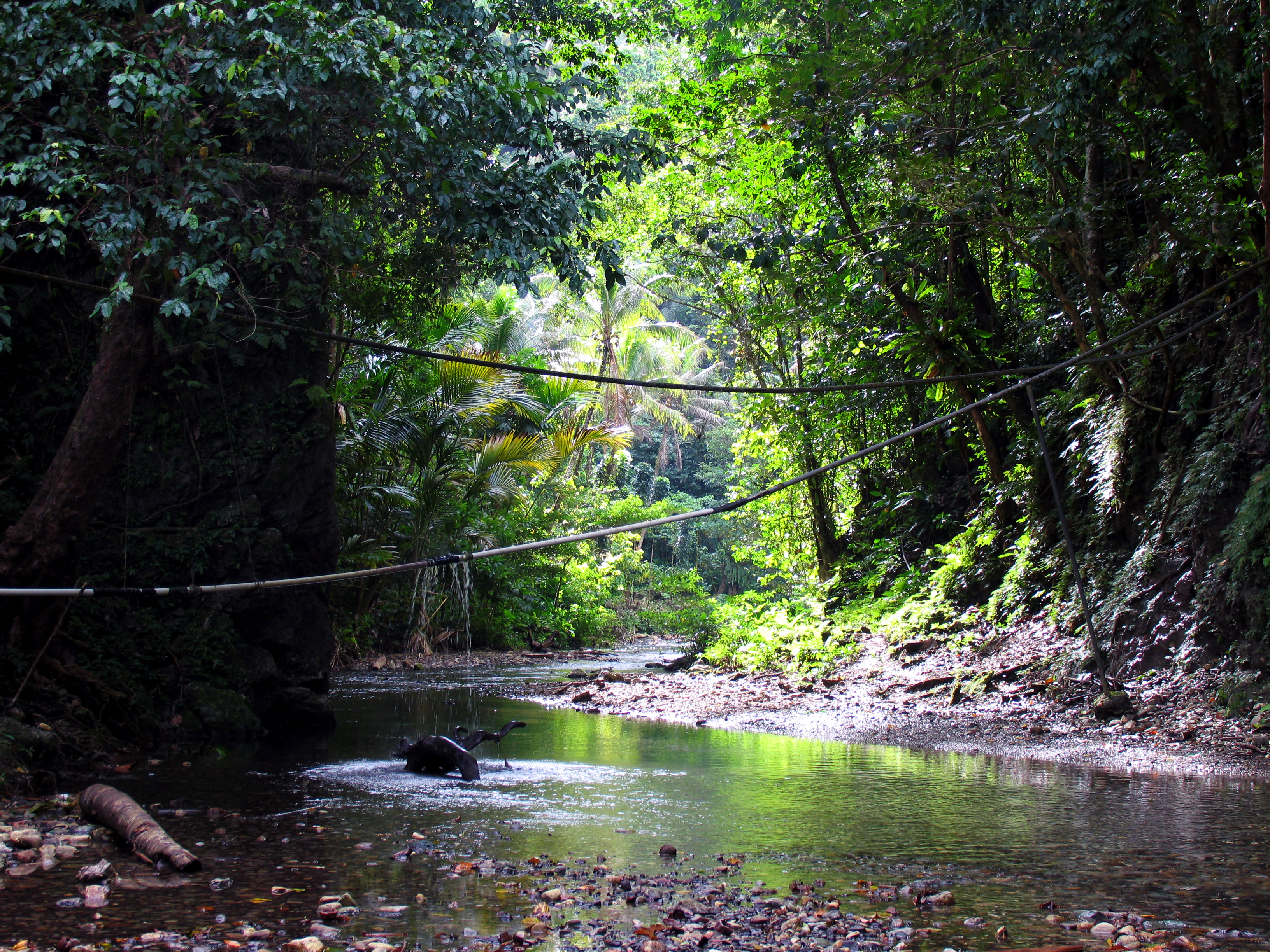
Skogsområde på ön Malaita där fågeln är endemisk.

## Status
IUCN kategoriserar arten som nära hotad.